# Wilhelm Haas-Decker
Wilhelm Haas-Decker (* 15. Januar 1766 in Basel; † 22. Mai 1838 ebenda) war ein Schweizer Schriftgiesser, Unternehmer, Erfinder und Politiker.

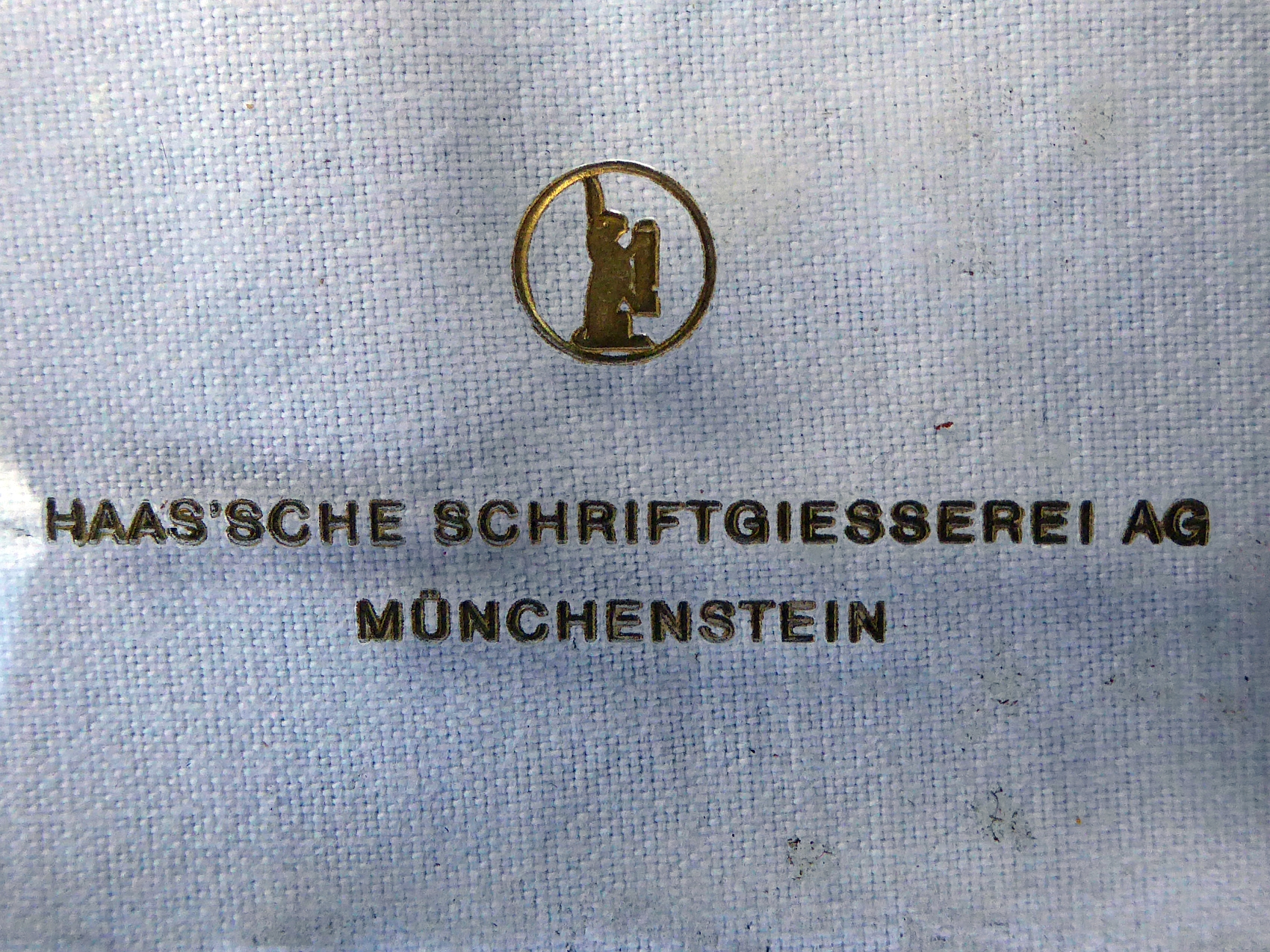
Haas’sche Schriftgiesserei AG

Wilhelm Haas-Decker, Sohn des Schriftgiessers Wilhelm Haas-Münch, besuchte 1775–1779 die Militärschule in Colmar. Danach arbeitete er im väterlichen Betrieb, unterbrochen durch Reisen nach Italien (1786) und Russland (1788–1789). 1786 übernahm er die Schriftgiesserei seines Vaters (Haas’sche Schriftgiesserei) und eröffnete eine Buchdruckerei. Als innovativer Unternehmen erreichte er Verbesserungen an der Buchdruckerpresse und im Landkartensatz. Ab 1791 gehörte er der Preussischen Akademie der Künste und mechanischen Wissenschaften an. Am 23. November 1797 präsentierte er dem durchreisenden Napoleon Bonaparte die neueste Karte der Cisalpinischen Republik.
Wilhelm Haas-Decker betätigte sich auch als Politiker: Während der Basler Revolution war er Mitglied der Provisorischen Nationalversammlung. Von 1803 bis zur Basler Kantonstrennung 1833 wirkte er als Grossrat, dann als Stadtrat. 

## Literatur

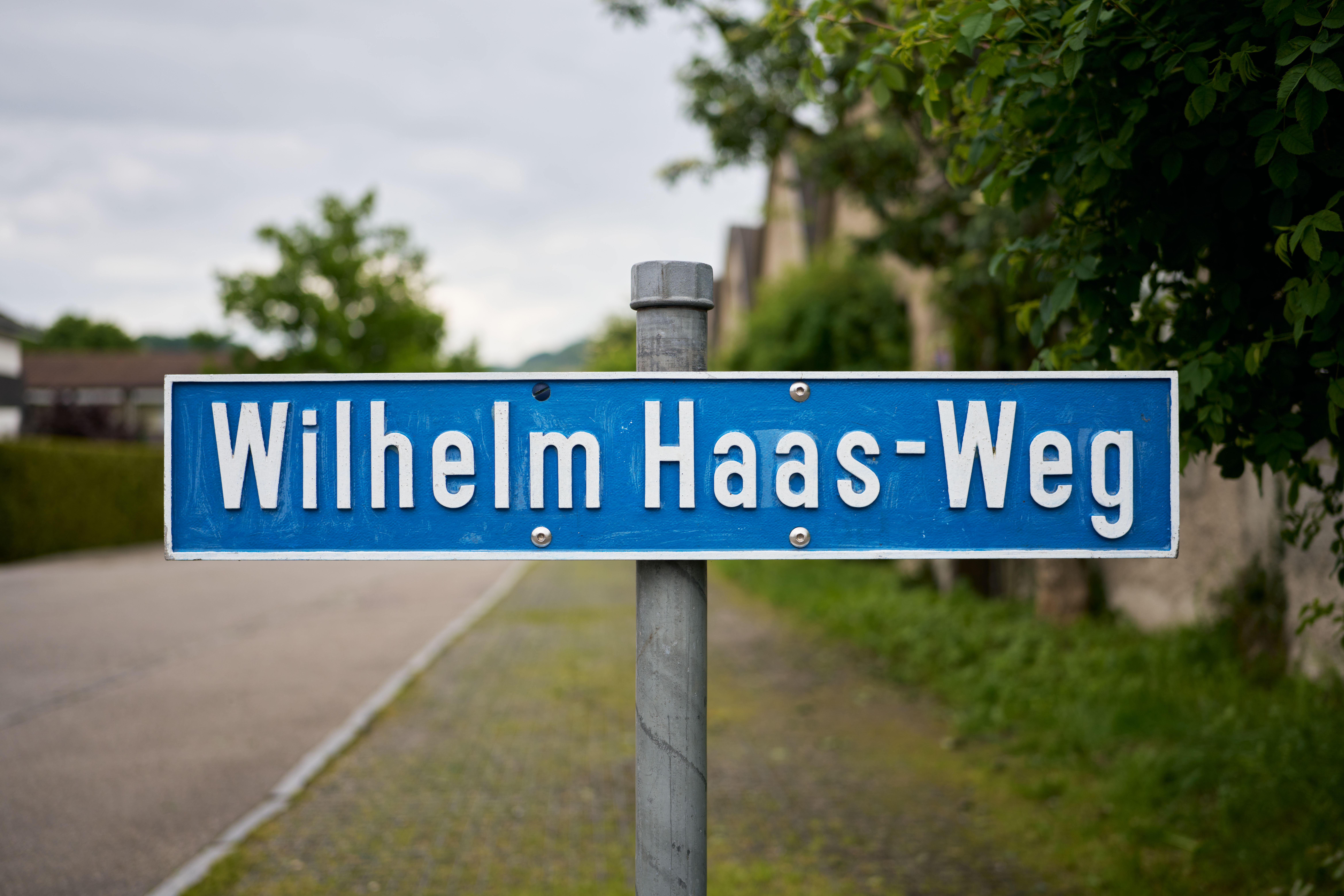
Wilhelm Haas-Weg in Münchenstein